# Bourg (Hongrie)
Le bourg (hongrois : mezőváros ; latin : oppidum) désigne un rang de ville au sein de l'ancien royaume de Hongrie, apparu au XIVe siècle et supprimé à la fin du XIXe siècle lors de la création des communes. Les bourgs se caractérisent comme le lieu du marché et le siège de la paroisse. 